# Tiphia pigmentata
Tiphia pigmentata (лат.) — вид ос рода Tiphia из семейства Tiphiidae (Hymenoptera).

## Распространение
Китай (Цзянсу, Чжэцзян, Гуанси, Чунцин, Сычуань, Гуйчжоу, Юньнань).

## Описание
Жалящие перепончатокрылые. Длина тела около 5—12 мм. Основная окраска тела чёрная. Этот вид может быть распознан по следующей комбинации признаков: пронотум латеро-вентрально с полной бороздкой и глубокими пунктурами посередине; лицо и темя с «кожистыми» промежутками между точками; тегулы тёмно-красные; субпостериальная область тергита Т1 с одним поперечным рядом пунктур; средние и задние бёдра ярко-красные; латеральный киль проподеальной ареолы почти параллелен задневерхнему, обеспечивая прямоугольную форму; передние голени с одной шпорой в вершине, средние голени с одной-двумя шпорами в вершине, задние голени с двумя шпорами в вершине. Усики самок 12-члениковые, а у самцов состоят из 13 сегментов. Мезоскутум с передней медиальной бороздкой и нотаулусом. Личинки предположительно, как и близкие виды, паразитируют на пластинчатоусых жуках (Scarabaeidae). Вид был впервые описан в 1930 году американскими гименоптерологами Гарри Виллисом Алленом (1892—1981) и H. A. Jaynes (США), а его валидный статус подтверждён в ходе ревизии, проведённой в 2023 году китайскими энтомологами Qian Han, Bin Chen и Ting-Jing Li (Chongqing Normal University, Чунцин, Китай). Включён в состав номинативного подрода Tiphia (Tiphia).